# 丘養浩
丘養浩（1496年—1545年），字以義，號集齋，福建承宣布政使司泉州府（今福建省泉州市）晋江县人，軍籍。明朝政治人物。

## 生平
正德十一年丙子福建乡试第八名举人，十六年（1521年）辛巳科会试第七十四名，廷试三甲二十六名進士，授浙江餘姚縣知縣，嘉靖四年（1525年）五月擢浙江道試監察御史，奉命督学南京，上疏彈劾近侍陳欽，因得罪官僚，降為永平府推官，未行，賜恢復職位。以母丧去职，服除復除原職。终父丧，再入台，巡视山海关，督建九廟工程，十七年十一月升南京大理寺右寺丞，二十一年五月升大理寺右少卿，累升都察院右僉都御史，巡撫四川，下檄諭雜谷白草番等土官，均先後納款歸順中央朝廷。二十四年二月改任江西巡撫，给事中尹相弹劾养浩不堪改任，诏令回籍听调，同年七月卒于家，享年五十。

## 著作
著有《集斋类稿》十八卷。

## 家族
曾祖丘章，壽官。祖父丘山。父丘瑷，号省庵。岁贡生。切己学问，笃志励行，受《易》于蔡清，得其宗旨。潜心性命之奥，精思默会，有所得辄疾书之。所著有《易说》、《四书正义》等书。以子养浩贵，封监察御史，加赠大理寺丞。母蘇氏。具庆下。兄养潜、弟养澄。子丘维栻，出继叔养澄。六岁居丧，哀毁如成人。事母尽孝，卓行好修，以先民自期许。课子侄读书，时引先德以提诲之。襄嗣父母，丧葬尽礼，推嗣母爱，割田四十亩供外祖蒸尝。伯兄为寇掠要赎，与从兄维材倾赀赎归。年五十卒。